# 戦場のヴァルキュリアシリーズの用語一覧
本稿はセガのシミュレーションロールプレイングゲームである『戦場のヴァルキュリアシリーズ』に登場する用語の一覧である。
戦場のヴァルキュリアシリーズは、BLiTZと呼ばれるターン制ストラテジーの戦略性を持ちながらアクションゲーム的な臨場感のある戦闘システムを特徴とした作品で、2019年3月時点でナンバリングタイトルが4作、その他に派生作品やアニメ・漫画などでも展開している。
「征暦」という紀年法が用いられる架空のヨーロッパを舞台とする世界設定は4作とも共通しており、戦争モノでありながらファンタジーの要素も持つ世界観のシリーズ作品である。本稿ではそうした作品世界で使われる用語について解説する。

## 鉱物と植物
ラグナイト
このシリーズの世界では欠かすことのできない鉱物資源で、日用品から軍用品まで様々な用途に使用される。
ラグナイト鉱石はエネルギーを含有した鉱石であり、青い光を発しながらエネルギーを放出する。ラグナイト精製技術は古代ヴァルキュリア人が広めたとされるが、産業革命を経て近代文明に欠かせない重要資源となる。ラグナイトは粉末もしくは液状に精製したラグナリンとして用いられ、ラグナリンを燃焼・爆発させて動力を発生させる内燃機関ラグナイトエンジン、ラグナイトに触媒を反応させてエネルギーを生成するラグナイトジェネレータ、ラグナイトの鎮痛・回復作用を応用したラグナエイド、各種弾頭の炸薬や火炎放射器の起爆剤などで使われている。精製後のラグナイトは非常に不安定になるため専用保管庫ラグナイトボックスで保管される。
さらに、古代ヴァルキュリア遺跡では、高純度ラグナイトを建造物や武具（槍・盾）に用いている。
コナユキソウ
『1』で象徴的な花として登場する架空の多年草の植物。
実在する高山植物のエーデルワイス（ウスユキソウ）に似た花だが高山植物ではなく、ガリア全土に広く生育している。雪のような白い花と、タンポポのように綿毛のついた種が特徴。花言葉は「負けない心」。『2』では、4月に種をまいて9月に花が咲く様子が描かれた。
エイルシュ
『3』に登場する架空のキク科の植物。
イムカの故郷であるティルカ村近辺でしか咲かないとされる絶滅危惧種の花で、気候のみならず水や土を変えるだけでも枯れ、芽すら出てこないというデリケートな性質を持っている。初夏から真夏の日差しが強い時期にのみ白い花を咲かせる。この花はティルカ村の象徴として花嫁飾りに用いる風習があることから、他の季節には結婚式が行われなかった。根は鎮痛剤、葉は解熱剤、甘い香りのする花弁が香料になる。

## 人種
ヴァルキュリア人
作中の数千年前、北方より現れた侵略者ダルクス人に勝利してヨーロッパを守った後、突如姿を消したと言われる伝説的な古代民族。超人的な強さを誇り、青く輝く槍と盾でいかなる矢も弾き返したという。この世界の「征暦」とは、ヴァルキュリア人がダルクス人を打ち倒し、ヨーロッパ大陸を平定したとされる年を紀元とする。ヴァルキュリア人とダルクス人の戦いは「古代ヴァルキュリア戦争」と呼ばれるが、純粋なヴァルキュリア人は征暦2世紀末頃にほぼ姿を消しており、現在は伝承・神話・おとぎ話の存在となる。また、ヴァルキュリアを「神」または「神の子」「神の使い」として信仰するユグド教も誕生した。しかし、帝国でヴァルキュリア研究が進み、セルベリアの力が明るみに出ると各国でヴァルキュリア人の研究が盛んになった。
ラグナイトに反応して驚異的な戦闘力を発揮するという超常の能力を持っており、ラグナイト製の槍と盾を用いてその力を発揮する。身に纏ったラグナイトエネルギーは「青い炎」として伝承に語られた。純粋なヴァルキュリア人の容姿は銀髪赤眼で、その血を引く末裔は髪や目の色などが純粋なヴァルキュリア人と異なるが、怪我の治りが異常に早いなどの特性は継承している。特に、一度死にかけた者は力に覚醒して青い炎を纏えるようになり、常人ではあり得ない戦闘力を発揮できる。
モデルは北欧神話に登場するワルキューレ（ヴァルキュリア）。
ダルクス人
ヨーロッパに広く分布している民族で、かつて邪法の力で100の都市と100万の人畜を焼き払った「ダルクスの災厄」を引き起こしたと言われる。特徴として、ヴァルキュリア人に征伐された後、罰として姓を取り上げられたため、ギュンター将軍の養女であるイサラなどの一部の例外を除いてファーストネームだけである。濃紺の髪の毛が特徴で、独自の紋様があるダルクスの布（ストール）やダルクス人形などの伝統文化がある。
前述の伝承によりヨーロッパ各地でダルクス人に対する迫害が多く存在し、『1』〜『3』ではガリア人・帝国人の双方から差別・偏見・暴力はおろか、強制労働・避難民の見殺し・ダルクス狩りと称する民族浄化などが行われている。一方で、過酷な労働条件ながら工業や鉱業に従事させられたことで手先が器用な者が多く、工学知識に長けた優秀な技師も多い。なお、既に市民革命が成立している連邦側では極端な迫害などは無い模様。
実は「ダルクスの災厄」はヴァルキュリア人が捏造した偽りの歴史で、本当の侵略者であるヴァルキュリア人が蒼い炎による超人的な力で先住民であったダルクス人の街を焼いたことをすり替えられたもの。ダルクス人の豪族だったランドグリーズ家は、同胞を裏切ってヴァルキュリア人に寝返った功績でガリアの地の統治を任されたため、ヴァルキュリア人の末裔を称して事実を隠蔽してきた。
ガリア人
ガリア公国の主要な人種。ウェルキン、アバン、クルトなど歴代の主人公たちはガリア人である。ガリア国内に住みながらも独特の社会を形成していた少数民族ジャムカ族もガリア人に含められるが、ダルクス人は区別される。ガッセナール家は、選民思想的な純血なガリア人による「純ガリア主義」を掲げる。

## 国家と地名

### ガリア公国
ヨーロッパ大陸の中央部に位置している小国。首都はランドグリーズ。国土面積38,567km²、総人口432万人、通貨単位はダカット（DUCAT）。
代々ヴァルキュリア人の血を引くと称してきたランドグリーズ家により統治されており、ランドグリーズ家当主を大公とする立憲君主制だが、征暦1935年現在は貴族制状態だった。
その歴史はランドグリーズ家が城館を築いた地から始まり、征暦3世紀末に「ガリア王国」が建国される。16世紀にはガッセナール家との貴族戦争があり、19世紀初めの帝国の侵攻時も王権を返上して「ガリア公」として生き残るが、ヨーロッパ各地で市民革命が勃発した頃に民衆の力を利用して起こした「ガリア独立戦争」により「ガリア公国」が誕生した。独立後は公国法（憲法）第3条で永世中立を宣言をしており、国民皆兵制度と併せて武装中立を国是としたが、豊富なラグナイト産地があるため、第一次・第二次ともヨーロッパ大戦に巻き込まれて帝国の武力侵攻を受けた。
丘陵地に風車があり、首都が海際に立地しているなど、風土・風景はオランダをモデルとしている。

ランドグリーズ
ガリア公国の首都で、ランドグリーズ特別行政区と呼ばれる。ランドグリーズ城を直径1kmほどの円環状に高さ25mの城壁で囲んだ城塞都市で、ガリア王国時代から続く歴史はヨーロッパ大陸の中で最も古く、歴史ある美しい風景は「ヨーロッパの宝石」と名高い。ガリア公の居城である王城は、正面にそびえる巨塔がに象徴的であったが、ガリア戦役終盤に崩壊した後は平和祈念と戦没者慰霊のモニュメントが建立された。グラズ湖畔に位置するため水運のための埠頭も充実している。また、近郊の森の中には、第一次大戦後に建設されたガリア軍中央本部を有する総合軍事基地アマトリアンがある。クルトやゼリの出身地。

ファウゼン
ガリア有数のラグナイト鉱山がある北部地域で、ガリア最大の工業都市。大きな渓谷の中が高層・低層に分かれて発展しており、中州にも製造工場が設けられている。帝国占領後はダルクス人強制収容所が設けられており、ダルクス狩りで集められた人々が強制労働に従事させられた。北部ガリア工業地帯には、ファウゼンの他にディゼールやヤンルークなどが含まれる。
マルベリー海岸
北部沿岸工業地帯に近い海岸。天然の要塞と評される地形に帝国北部侵攻軍が拠点を築いた。なお、名称は現実のノルマンディー上陸作戦時に仮設されたマルベリー港に由来する。
ナジアル平原
北東部に位置する平原。帝国との戦争が起きる度に戦場になった場所で、第一次ヨーロッパ大戦時に掘られた塹壕が1935年現在も残る。なお、名称は現実のハンガリー大平原（Nagy-Alfold）に由来する造語。
ギルランダイオ要塞
帝国との国境線にある巨大要塞。東部ヨーロッパと北部ナジアル平原を結ぶ街道上に位置しており、当初の中世の城砦から徐々に近代的な要塞へと改築される。第一大戦後は帝国への出入国管理所となっていたが、ガリア戦役開戦直後に帝国が侵攻・占拠し、多数の砲台を設置してガリア方面侵攻軍の司令部とした。ガリア戦役終盤にヴァルキュリアの自爆により消失したが、ガリア内戦時にガリア北部方面軍部隊が駐屯している。
ボーガー市
北東部の国境近くにある地方都市。ブルールよりさらに東北に位置する。全周を川で囲まれており、ヴァーゼル橋に次ぐ大きさの跳ね橋「ボーガーズウォール」が有名。第一次大戦ではボーガーズウォールにより帝国軍の侵入は阻止できたが、第二次大戦のガリア戦役では迂回して侵入された。

ブルール
東部の帝国国境に面する小さな街。大型の風車塔「親子風車」を中心に放射状に街が拡がる「風車の街」。ガリア王国時代に首都から逃れた近衛騎士団が開拓したという歴史から、8,000人に満たない人口に比して自警団の活動が活発。特産品はパンと乳製品。ウェルキンやアリシアの故郷。
ヴァーゼル市
ランドグリーズの北方、ヴァーゼル川の上流でヴァーゼル橋を挟んで川の両岸にまたがる中部の都市。ランドグリーズに向かう陸路・水路の関所の置かれた交通の要衝として通行税で潤った。街の象徴であるヴァーゼル橋は、首都防衛のために中世後期に建設され、19世紀に蛇腹式の跳ね橋へと大改装されたもの。
アスロン市
中部にある主要都市のひとつ。ヴァーゼルの東方に位置する。その他、中部にはメッペル・スメイク・アインドンなどの都市がある。
バリアス砂漠
東部にある数十キロ四方の盆地に拡がる砂漠。自然現象ではなく「ダルクスの災厄」によって焼き払われて人為的に岩石砂漠化しており、太古には大きな都市があったとされる。中央付近にはヴァルキュリア人の古代遺跡もある。現在は、人を寄せ付けないほどの凄まじい砂嵐が吹く。
ユエル市
中部ガリアの中規模都市で、大学や病院・研究機関が数多く存在する学術都市。特に、ガリア王国時代に信心公ウィレム・ユエルが創立したユエル大学は、ランドグリーズ大学に並ぶ名門。ガリア戦役では、帝国軍が占領して南部侵攻の戦略拠点となった。戦後は医療施設の再建・復興と併せて武器庫建設など防衛強化も進められるが、1937年のガリア内戦時でも廃墟となった街並みや塹壕が残る。コゼットの出身地。
ドルフェイン鉱山区
ユエルの南東、ドルフェイン山地にある鉱山群の総称。ファウゼンに並ぶラグナイトの産地で、多くのダルクス人が労働者として働く。ガリア内戦時には、革命軍に反発するダルクス人レジスタンスの拠点ともなった。
ディルスバーグ市
ナジアル平原の南を流れる川の南岸にある都市。ガリア戦役では、アスロンやランドグリーズに侵攻する起点となる帝国軍橋頭堡が近郊に築かれた。橋頭堡の南にはリンデル山が聳える。

クローデンの森
帝国との国境にまで至るガリア南部の広大な原生林。クローデン森林地帯、クローデン高原とも呼ばれる。植生はブナなどの落葉広葉樹が多く、貴重なハネブタを含む大小多種多様な野生動物の宝庫でもある。方向感覚を狂わせる密林と高低差の激しい丘陵により、戦車など車輌の通行が困難な天然の要害。帝国軍は補給基地基地を設け、南部ガリア侵攻の足がかりとした。
ガッセナール城
クローデンの森付近にある古城でガッセナール伯爵家の居城。周辺地域は中世よりガッセナール家が代々統治してきた「ガッセナール伯領」である。ガリア革命軍の武装蜂起後はそのまま同軍の本拠地となり、多数の軍事施設・防御施設が建設された。城が崖の上にあるだけでなく、崖の周囲を流れる川がすぐ近くの滝から下っており、城砦地帯そのものが高台の上にある。森林や丘陵に囲まれた天然の要害であるため、ガリア戦役では帝国軍の侵攻を、ガリア内戦勃発直後にはガリア正規軍の攻撃を退けて難攻不落を誇る。
メルフェア市
南部を流れるマイス川の中流に位置する交易と商業の都市。南部穀倉地帯と首都ランドグリーズを結ぶ街道の要衝にあるため「ランドグリーズの南門」とも呼ばれる。ガリア戦役ではカラミティ・レーヴェンの侵攻など散発的に戦火にさらされたがガリア南部全体として被害は軽微であり、戦争で疲弊した首都や北部都市への物資供給源として戦後発展を遂げた。ランシール入学前のアバンが暮らしていた。なお、メルフェアの東、マイス川の上流にはロインダール渓谷があり、ダムと水門により治水が行われている。
アーレム地方
メルフェア市の南にある平原地帯。代表的な農村としてアーレム村などがある。「アーレムがガリアの胃袋を満たす」という言葉が古来からあるほどの有数の穀倉地帯だが、ガリア海に面した西岸海洋性気候による穏やかな気候が注目されて避暑地・別荘地にもなりつつある。南部は保守層が多く、ガリア内戦では革命軍のプロパガンダの影響を受けた。
アントホルト市
ガリア海に面する南部ガリアの港湾都市。古代から港町として栄えてきており、荷揚げをするための大型水車を備えた古い水道橋が現在も残る。産業革命以降は、大型船舶の停泊に対応する港湾施設を備えるようになった。主要道路の国道7号線でランドグリーズと結ばれている。ガリア戦役には帝国軍の巨大戦車や艦隊による侵攻が計画されたが、占領されるまでには至らなかった。ガリア内戦時は早々にガリア革命軍の勢力下になり、連邦からの支援物資が海路で極秘裏にアントホルトに輸送された。
リーンブルフの森
ガリア南部のリーンブルフ地方、アントホルト市の東部に位置する丘陵森林地帯。地形学的にはクローデン高原地帯の一部。かつてはミノール伯爵が治めていた領地であり、リーンブルフ城が残る。ガリア内戦時は革命軍の占領域を避ける交通路として、森の中を抜ける121号線が戦時道路として設置された。
ディバル山脈
南部の国境地帯に連なる山脈。中腹から山頂にかけて万年雪に覆われた天然の要害。かつてはラグナイト鉱山があり、廃坑になった現在でも鉱山労働者の末裔であるダルクス人の集落が数多く残る。産業革命後、劣悪な労働環境に反発したダルクス人が度々蜂起してきた歴史がある。ガリアのダルクス人にとって「民族の聖地」である一方、革命軍によるダルクス狩りの対象地域ともなった。
ダス砂漠
南部に広がる岩石砂漠地帯。中部のバリアス砂漠と同じくダルクスの災厄で不毛の地となったとされるが、ダルクス人に滅ぼされたとされる都市遺跡（2000年前のダルクス人の建築技術の高さが窺い知れる古代ダルクス人の遺跡とする資料もある）がより良好な状態で現存している。
ヒートホルン村
西部にある小さな農村。アバンとその兄レオンの出身地。
ハーフェン
西部にある小さな街。毎年7月15日には「星の子祭り」という地域行事がある。クロード、レイリィ、ラズ、カイたちの出身地。

### 東ヨーロッパ帝国連合と併合国
東ヨーロッパ帝国連合
ヨーロッパ大陸東部に存在する皇帝を頂点とする専制君主制の巨大連合国家。通称は「帝国」。首都はシュバルツグラード。法律上は君主制度を定めていないが、事実上の統治者である皇帝が絶大な権限を持つ。皇帝を中心とする封建制が根強く残るが、議会は存在する。モチーフはロシアとドイツ。国旗に双頭の鷲が使用している。
18世紀後期の産業革命で、ラグナイトを動力とした機械工業の積極的な導入で力をつけたヨーロッパ東部諸国が、婚姻などの血族的な関係で強く結び付いて同君連合を組むことで東ヨーロッパ帝国連合が建国された。その後、1920年代頃から周辺諸国も併合して広大な領土を保有するようになる。連邦とは大陸の覇権をめぐって対立している。市民革命が起こっていないため、中世的な慣習や伝統が根強く残り、保守的な考えを持つ国民が多い。そのため、ダルクス人に対する偏見や差別意識は非常に強く、ダルクス狩りと称した虐殺や収容所での奴隷労働も行われている。
シュバルツグラード
大陸北方の大氷洋沿岸にある帝都。人口は数百万に及ぶ大都市で、荘厳な宮殿を中心に、居住区・商業区・工業区が取り囲む。帝都の南方は大氷洋に面する港湾部で、運河が市街地近くまで造られている。
ティルカ村
帝国領内のダルクス人の村。ガリア東部国境に近い場所にある。住人は狩猟を生業とし、弓・槍・鉈を複合した独自の狩猟具を使っていた。ガリア戦役の数年前にセルベリアによって村は焼き払われて消滅。イムカはこの村の唯一の生き残りで、『3』の本編6章「帝国領、侵入」とDLC「HOME」で村の跡地を訪れている。
クレスト要塞
古城を改造した帝国軍の要塞。長射程の211ミリ榴弾砲が据えられていたが、ノーザンクロス作戦の序盤でE小隊が攻略した。モチーフは現実のブレスト要塞。
レーヌの町
帝国領西部にある小さな町。中世時代から使われている信号塔が未だに残っており、町のシンボルになっている。帝国軍の重要な通信拠点として接収され、防衛のため重戦車隊が駐留していたがノーザンクロス作戦の中盤でE小隊が制圧に成功した。
ジークヴァル・ライン
別名「勝利の壁」と呼ばれた旧国境の断崖に沿って築かれた、長大にして堅牢な要塞線。第一次ヨーロッパ大戦時代に作られた要塞施設を取り壊し、数年がかりで最新の迎撃装備を備えた巨大要塞に変貌させた。ここが帝国軍と連邦軍の史上最大の決戦となった。ノーザンクロス作戦の終盤でE小隊が要塞線の陥落に成功に終わった。
アインヘムト
ジークヴァル・ラインの北東に進んだ位置ある帝国領の都市。旧国境付近に位置しているため帝国への帰属意識はそれほど強くなく、連邦軍が占領する際も目立った抵抗はほとんど無いまま無血占領となった。クロードのE小隊とミネルバのF小隊が模擬演習を行い結果はクロードのE小隊が勝利した。その直後10月の早い冬が降り始めた。
アハツェーン山脈
帝国内陸部と帝国西海岸に間に横たわる険しい山脈。最高峰であるヴィソケア峠は標高は2536メートル。山脈の中腹には帝国軍の鉄道補給基地が極秘裏に築かれており、敷設された鉄道を使ってガリア方面に展開する部隊へ向けて、大量の物資を送り出していたがE小隊の活躍によって鉄道補給基地の破壊に成功した。
大氷洋
帝国領西に位置し、冬の訪れと共に全てが凍り付くことから名付けれられた広大な港。冬の時期は北極海は分厚い氷原形成する。小島は村落以外には、風を遮るものがなく、嵐になると猛烈な吹雪が吹き荒れる。また、氷原には巨大なクレバスがあり徒歩はおろか車両でも踏破することはできない。まさに天然の要塞であり帝都シュヴァルツグラード最大の防衛戦にあたる。クロードのE小隊とミネルバのF小隊が雪上巡洋艦センチュリオンとの合流を果たした。
ガイスブルク海堡
大氷洋上に存在する帝国軍の海上要塞。ガイスブルク海峡に浮かぶ小島を土台として築かれており、高威力の要塞砲を配備されており、第一次ヨーロッパ時に大氷洋封鎖ため建設した海上要塞だが、対岸のノルド共和国に護渡された。帝国がノルド共和国を併合した際、ガルスブルク海堡は帝国に接収接収され、逆に大氷洋の守り要所になったがE小隊の活躍で要塞砲の破壊によって雪上巡洋艦センチュリオンが海上要塞の突破に成功した。
フィラルド王国
第一次ヨーロッパ大戦時に帝国に併合され滅亡した小国。マクシミリアン配下の将軍ラディ・イェーガーとネームレス隊員のザハール・アロンソの出身国。大戦後、帝国によって国土は荒らされ、有能な軍人はほとんどが処刑されたため、イェーガーやザハールなど少数しか生き残っていない。往事は芸術大国とも呼ばれており、数多くの芸術家を輩出している。ガリア公国とは友好国であり、文化的・経済的な交流があった。
ノルド共和国
帝国に占領された国。帝国の支配下になって日が浅く、地下組織「ブラウ・ローゼ」がレジスタンス運動で抵抗を続けている。帝国軍の兵站拠点が置かれた港町クスバルや占領軍の拠点があるレーヴェホルムなどがある。帝都とは大氷洋を挟んだ対岸側に位置する。

### 大西洋連邦機構と加盟国
大西洋連邦機構
西ヨーロッパに存在する王政を廃した共和国群による連合体。通称は「連邦」。18世紀後期の市民革命で生まれた多数の共和制国家が、巨大な東側諸国の帝国に対する相互安全保障のための同盟・条約を経て誕生した連邦国家。領土的には帝国よりは小さいが、秘密条約や圧力外交などの手段も使って勢力を拡大してきた。選挙で選ばれた連邦議長が代表者を務めるが、各国の意見不一致による行動の遅さが目立つ。海運が盛んで経済力の強い海洋国家として国力では帝国を超えているが、各国の利害調整に手間取り帝国に先手をとられることが多く、過去の大戦で帝国を撃破したことは一度も無い。民族融和は進んでいるため、ダルクス人への差別は少ない。
第二次ヨーロッパ大戦時点ではガリアとは友好関係にあり、ガリア戦役ではコーデリア姫を保護するという名目で拉致して保護国にしようと画策し、ガリア内戦では親連邦派のギルベルトを総統とするガリア革命軍を秘密裏に支援するが、いずれも失敗した。
エディンバラ連合王国
ヨーロッパ大陸の北西に位置する島国。立憲民主主義制の王国で、国王は「君臨すれども統治せず」の立場を取る。建国は1000年以上前であり、市民革命もいち早く達成したという歴史がある。モチーフはイギリス。
帝国や合衆国が台頭するまでは世界の長と呼ばれていた。現在でも連邦加盟国の中で強い発言権を持ち、工業力・軍事力とも優れている。高度な訓練を経て統率の取れたエディンバラ軍は、連邦軍主力の最精鋭として存在感を示す。島国という地理的条件もあり、特に海軍についてはかつては世界一とも謳われた。一次大戦で海軍力は大きく失われたが、現在でも大航海時代から培われた操舵術・航行術は他国の追随を許さず、高い練度を有している。かつては世界最大の植民地支配国でもあった為、伝統的に外国人の受け入れも多く、入隊する人種は多岐に渡っている。外人部隊も多く、クロードらが所属するE小隊もそのひとつ。
ビンランド合衆国
大西洋を挟んで西にある北ビンランド大陸の大半を占める新興大国。通称『合衆国』。モチーフはアメリカ合衆国。大西洋連邦機構に加盟しており、世論の反対から第二次ヨーロッパ大戦には参加していないものの経済的・技術的に莫大な援助を行う。E小隊の戦車ハーフェン号の製造国でもあり、「欧州は合衆国の実験場」と揶揄されるほど新兵器も多く供与している。ヴァルキュリアの素質を持つ人間の命と引き換えに大爆発を起こす「最期の炎」を利用したヴァルキュリア爆弾も開発した。レイリィ・ミラーの留学先。

### その他
ドライヤ王国
ガリアの南方にある友好国。ネイハム・ドライヤの母国で、留学から戻ったネイハムが起こした鉱石の輸出に関わるトラブルで、国家財政が破綻したらしい。一夫多妻制。『4』までのストーリーでは、帝国・連邦など他の国々や勢力との関係性は明示されていない。

## 制度・出来事
第一次ヨーロッパ大戦
20世紀初頭、帝国と連邦の間で行われた大戦争。通称「一次大戦」。18世紀後期の産業革命以降、ラグナイト資源をめぐって帝国と連邦の対立は一触即発の緊張状態が続いていたが、帝国皇太子暗殺事件をきっかけに開戦。周辺諸国が次々に巻き込まれる大戦となった。大戦後期にはラグナイト資源を目当てに帝国軍がガリア公国にも侵攻するが、ベルゲン・ギュンター将軍の活躍でガリア軍が撃退。数年に及ぶ消耗戦により疲弊した帝国と連邦は、休戦条約を結んだ。新兵器として戦車が初めて実戦投入された戦争である。
作中では開戦と休戦の年は明示されていないが、ネームレス隊員のフェリクス（征暦1935年時点で21歳）がこの大戦で家族を失い、第7小隊員のイサラ（同16歳）誕生後に事故死した父親テイマーが戦後の死亡であることから、少なくとも21年前（1914年）以降に開戦、16年前（1919年）より前の休戦となる。
第二次ヨーロッパ大戦
征暦1935年に帝国と連邦の間で勃発した大戦。帝国が連邦との不可侵条約を一方的に破棄し、連邦の保護下にある3カ国を武力によって占領したことに対して、連邦側が宣戦布告をしたことで開戦した。圧倒的な軍事力と物量を誇る帝国は開戦から3ヶ月でヨーロッパの7割を支配下に置くが、同盟国間の足並みが揃わなかった連邦も同年3月より反攻作戦を開始。冬には停戦条約が締結されたが、あくまで一時的な停戦に持ち込んだに過ぎず、1937年時点でも膠着状態のまま全面戦争は継続中とされている。続々と新兵器が投入され、ヨーロッパ大陸全土を巻き込んだ史上最大の戦争。
ガリア戦役
1935年に発生した帝国によるガリア侵略戦争。同年3月15日の宣戦布告から10月25日の休戦協定締結まで7ヶ月余に及んだため「7ヶ月戦争」とも呼ばれる。主に『1』『3』の舞台となった戦い。
ガリア内戦
1936年9月に武装蜂起した反乱組織「ガリア革命軍」のクーデターにより、1937年1月頃から本格化した内戦。同年12月21日の革命軍総統バルドレン・ガッセナールの戦死により革命軍が降伏勧告を受け入れて終結した。『2』で描かれている。
ノーザンクロス作戦
帝国首都の急襲を目的とした連邦軍の一大反攻作戦。1935年3月上旬に開始され、10月のジークヴァル会戦後までは概ね計画通り進んだが、例年より早過ぎる冬将軍の到来によって瓦解した。ただし、帝都侵攻作戦そのものは「キグナス作戦」に引き継がれる。最終的に、連邦の動員兵力は600万人、帝国兵や非戦闘員を含む犠牲者1000万人に達した。本作戦から始まる一連の戦いは後に、連邦側は「東部戦線」、帝国側は「大祖国戦争」と呼称された。キグナス作戦と共に『4』で描かれた作戦。
白鳥（キグナス）作戦
雪上巡洋艦3艦で構成されるキグナス艦隊が大氷洋を抜けて帝国首都を急襲する作戦。元々はノーザンクロス作戦のBプランとして極秘検討されていたが、本来の作戦が瓦解したことでキグナス作戦が本命、旧ノーザンクロス作戦が陽動となった。E小隊を乗せた2番艦センチュリオンがシュバルツグラードに突入するが、新型爆弾の起爆直前に停戦合意が伝えられた。
国民皆兵制度
国土が小さく国民の少ないガリア公国に存在する一種の徴兵制。ガリア独立戦争後に制定され、義務教育や高等学校で軍事教練が義務づけられるほか、大学には士官教練課程もある。有事には必要に応じて国民が動員され、正規軍将校がが大隊長・中隊長を務める義勇軍に編入される。動員体制は3段階で、第一次動員が15〜29歳の男女、第二次では30〜45歳の男性から選抜、第三次は第一・第二次の対象者全員が動員される。終戦後は多くは元の生活に戻るが、そのまま軍人になるものも珍しくない。なお、公国法の定めによると、義勇軍は外敵の侵略時にのみ召集されるため、内乱では徴兵できない。
コーデリアの告白
帝国と停戦した1935年10月25日にガリア全国民に対してコーデリア大公が行った告白。古代ヴァルキュリア戦争とダルクスの災厄についての事実を語り、更にランドグリーズ家が実はダルクス人の家系であることを明かした歴史的出来事。これに反発する貴族層を取り込み、主権奪取を狙うガッセナール家は「ガリア革命軍」を結成した。

## 組織

### ガリア公国
ガリア正規軍
ガリア公国の常備軍。征歴1935年のガリア戦役開戦当初は陸軍8万人・海軍1万人・軍事警察2千人で構成されていたが、戦争により陸軍は4万人まで消耗した。
実質的全指揮権は国防の有事に大公家から任命され、ガリア戦役の総司令官はゲオルク・ダモン大将。特権階級による要職の独占や軍内部の退廃により正規軍の軍規は低下し、無能な指揮官の戦略ミスが度重なる敗退の原因の一つとなっただけでなく、正規軍兵士が懲罰部隊ネームレス・義勇軍・ダルクス人を中心とした民間人に対し高圧的な態度をとって度々衝突が起こるなど深刻な問題を抱える。国際法上、中立国家であるガリア軍は他国の領土に侵入しての作戦行動（侵略戦争）は行えない。
正規軍の部隊組織についてはゲーム中ではほとんど描写がないが、ヴァーゼル橋をめぐる「春の嵐」作戦でヴァーゼル防衛大隊、マーモット迎撃作戦の「乙女の盾」作戦で首都防衛大隊に言及されている。またアニメでは、ヴァルキュリアとなったアリシアが正規軍第1大隊に転属され、第5中隊の指揮下で戦った。
422部隊 ネームレス
第一次大戦で結成されたガリア軍の特殊部隊だが、1935年のガリア戦役時は犯罪者や軍紀違反者などを集めた懲罰部隊となっている。隊員は名前を奪われて強制的に番号で管理されるため「ネームレス」（名無しの部隊）という蔑称で呼ばれる。口を縄で縛られた黒い犬がエンブレム。
当初は後方攪乱や人質救出など特殊作戦を担当する精鋭部隊だったものの、過酷な任務により精鋭が湯水のごとく失われていくことを恐れ、なし崩し的に懲罰対象者が送り込まれた。正規軍からは捨て駒のような扱いを受けており、正規の記録には残らない特殊な任務（国際法や軍規に違反する民間人に変装しての作戦行動・他国領へ侵入しての破壊活動・毒ガス弾の使用など）も請け負う。作戦指示はガリア軍諜報部を通じて命じられるが、どんな非道な任務でも任務拒否は銃殺刑となる。
1935年4月にでっち上げの反逆罪で転属したクルト・アーヴィング少尉が隊長に就任。陰謀に巻き込まれて造反部隊に仕立て上げられた。戦争終盤に無実が判明して名誉と地位は回復されるが、ダハウによる古代弾道兵器の使用を阻止するために全隊員を戦死扱いとして帝国領に潜入。古代兵器の破壊を完遂した後、現地で部隊は解散した。戦後は活躍と有用性が認められて「名も無き最強部隊」と言われているが、後継となる部隊は設置されていない。
マルギット分隊
マルギット・ラヴェリ少尉が隊長を務めるネームレスの分隊。構成員はマルギット、ジュリオ、グロリア、クラリッサ、セドリック、エイダ、ジゼル、フレデリカ、カリサの9名。DLC「カリサの格言」に登場。
ガリア義勇軍
国民皆兵制度により有事に組織され、正規軍の下に編成される軍。大隊長・中隊長は正規軍士官が任命されるが、小隊長は士官教練課程修了者（ガリア国内の大学卒業者）の中から中隊長が任命する。ガリア戦役では正規軍より活躍が目立つ。後に勃発するガリア内戦では、自国の内乱のため義勇軍を発足することが出来ないことから登場しない。
義勇軍第3中隊
ガリア戦役でガリア中部方面軍の指揮下に置かれた義勇軍中隊。中隊長はエレノア・バーロット大尉。第1〜7小隊で編成されている。
ゲーム（『1』）では第7小隊以外は殆ど描写されていないが、アニメではマルベリー海岸やナジアル会戦などで他の義勇軍小隊も描かれた。また、8と9番の小隊エンブレムを付けた小隊長が登場する場面がある。
第1小隊
ファルディオ・ランツァート少尉が率いる小隊。バリアス砂漠でセルベリアと交戦している。
アニメでは、クローデン奇襲戦やファウゼン解放戦の潜入工作などで第7小隊と共闘した。ナジアル会戦ではゲルビルに有効打を与えて善戦するが、直後に交戦したセルベリアによりファルディオを残して全滅。なお、ゲームで第7小隊の追加隊員の幾人かが第1小隊員となっている。
第3小隊
義勇軍第3中隊の小隊。第1小隊と共にバリアスでセルベリアと交戦するが敵わず退却した。
漫画『-wish your smile-』に登場する第7小隊員ユリウス・クローゼの原隊。
第4小隊
レオン・ハーデンス軍曹が所属する小隊。『3』の第7章では小隊長が負傷しており、レオンが隊長代理を務めて「山の嘶き」作戦で422部隊と共闘した。ナジアルでは隊長が脱走、一時的に士官候補生ユリアナの指揮下で戦う。その後、カラミティのジグ少尉が率いる部隊とも交戦していた。『1』最終章ではマーモットに装着されたヴァルキュリアの聖槍による攻撃で隊員のほとんどが失われたが、レオンは生き残っている。
アニメでは、ナジアル会戦の第2防衛ラインに参加している。
第5小隊
義勇軍第3中隊の小隊。『1』最終章のマーモットとの戦いで、第4小隊と同時に壊滅的損害を受けたと言及されている。
アニメでは、ファウゼン解放戦の陽動、ナジアル会戦の第2防衛ラインに参加している。ゲームで第7小隊追加隊員となるヴァイス・イングルバードそっくりの人物が配属されている。
第7小隊
『1』の主人公ウェルキン・ギュンター少尉が率いる小隊。ヴァーゼル橋での初勝利を皮切りに各地で帝国軍を打ち破り活躍、最後にはマーモットの破壊とマクシミリアンの打倒に至り、ガリア公国を勝利へと導いた。422部隊との共闘時にクルトは「練度の高い小隊」であると評している。
イーディ分隊
イーディ・ネルソンが隊長を自称する第7小隊の分隊。構成員はイーディ、ホーマー、スージー、ヤン、マリーナ、リィンの6名。

ランシール王立士官学校
『2』の舞台となるガリア公国唯一の陸軍士官学校。学年制ではなく単位制で、卒業者には正規軍士官の資格が与えられる。ガリア王国時代に創立された名残で現在でも"王立"を冠しており、征暦1937年時点で創立217年の歴史がある。全寮制。
ランシールで受け入れる生徒の幅は広く、貴族・庶民・友好国から留学した王族・帝国出身の交換留学生さらには被差別民族であるダルクス人も受け入れており、若者だけに限らず前大戦の古参兵も籍を置く。生徒はガリア各地の学校の軍事教練や義勇軍の優秀者をスカウトする場合がほとんどだったが、1936年9月に導入された志願編入制によりアバン・ハーデンスを含む35人の大量編入となった。生徒はA-Gの7クラスに分けられ、A組はエリート・G組は落ちこぼれと言われるが、実際にはクライファート学長が秘密裏に行う研究でラグナイトとの親和性のが適正値によるクラス分けだった。G組は測定不能者とされる。
古い稜堡式城郭（星形要塞）の城郭都市を学校としており、南部ガリア地域の国防拠点も兼ねている。病院や工廠も備え、戦車で射撃演習が可能な訓練場もある。ゲームではG組は最大30人であり、1クラスが1個小隊として運用されていることから、全校7クラス約300人では中隊規模の戦力となる。生徒は士官としての訓練を受けながら、ガリア内戦では革命軍の鎮圧へと駆り出されたが、1937年8月7日の革命軍の強襲により生徒と教員合わせて70名が死亡して学校としての機能を停止、3クラスが解体される。内戦終結後は、再建まで休校することになったが、正式なカリキュラムを受けられなかった生徒たちには政府が特例で卒業資格を授与した。
レーヴァテイン杯
ランシール王立士官学校で毎年開催されるクラス別対抗模擬戦トーナメント大会、および同大会の優勝トロフィーのこと。予選は2月、決勝戦は7月に行われる。学校設立当時から続く伝統の大会で、剣や槍を使う馬上槍試合が起源。現在ではガリア軍でも行われる実戦形式の模擬戦で、死傷者が出る場合もある。この大会での優勝は生徒たちの名誉であり、その成績は卒業後の軍での昇進にも影響する。
アスガルト委員会
ガリア戦役でセルベリアを目撃したバルドレンが中心となり、コーデリア大公や議会に無断で発足させた人造ヴァルキュリアの秘密研究機関。クライファート学長も委員会に加わり、被験者を提供していた。当初は研究は難航していたが、帝国から亡命してきたフェルスター博士が加わるとマクシミリアンの人造ヴァルキュリア研究「ヴァルハラ計画」を引き継いで「V0」の試作に至る。しかし、現ガリア政府打倒を目指してV0の実用化を急ぐガッセナール家が、ガリア政府転覆には賛同しないクライファートと不完全なV0は実用化できないと考えるフェルスターを追放したことで委員会は消滅した。
ガリア革命軍
『2』に登場する非合法武装組織で、ガリア公国政府や国民からは「反乱軍」と呼称される。コーデリアの退位と国外追放および純血ガリア人による国体運営を主張する。
最高権力者として伯爵家当主のギルベルト・ガッセナールが総統となり、同家長男のバルドレン少将が歩兵部隊指揮官、長女のオドレイ少将が機甲部隊指揮官、末子のディルク准将が特殊部隊指揮官をそれぞれ務める。民族浄化を目的にダルクス人狩りを行い、ダルクス人粛正に賛同する貴族層の支持を得ているほか、中立を掲げるガリアを勢力下に加えたい連邦からも極秘に支援も受けている。戦力として、ガリア南部の兵器工廠ごと接収した36式戦車、独自に開発した人造ヴァルキュリア兵士による特殊部隊、連邦から提供された飛行船や戦艦を保有する。革命軍兵士の頭部にはヴァルキュリアの槍を模した特徴的な装飾がある。
ダルクス人の大公を認めないガッセナール伯爵家が中心となり征暦1936年9月に武装蜂起、南部地域を中心に勢力を拡大する。翌年9月には首都ランドグリーズを占領してコーデリアの幽閉に成功するものの、ギルベルトとバルドレンの対立やランシール士官候補生の反撃により劣勢に陥る。12月21日に、海路で連邦へ脱出して戦力を立て直そうとしたバルドレン新総統がG組に討たれたため、革命軍の残存部隊も降伏した。

### 帝国
東ヨーロッパ帝国連合軍
東ヨーロッパ帝国連合の軍隊。通称「帝国軍」。
貴族階級により統治されている帝国は、軍内部でも貴族勢力が強大であり、軍上層部は皇帝の血縁者や縁故の有力貴族によって占められる。また、「兵士は皇帝に忠誠を誓って武勇を示す」という中世の騎士道精神が強く、貴族出身の帝国軍将校たちは戦車を「重装騎兵にかわる存在」と考えている。19世紀後期に塹壕戦を制するための歩兵支援用兵器として史上初の戦車を開発したが、第一次大戦で機甲部隊が目覚ましい戦果をあげたため、「戦場の花形としての騎士」に見立てた重戦車が主力となった。戦車の研究と開発力は他国に抜きんでており、第二次大戦では巨大戦車などの新兵器も投入。一方で、戦車戦を前提とした戦略・戦術研究に偏った結果として航空兵器の開発は進んでおらず、帝国軍に対抗する連邦軍やガリア軍もおおむね同様の状態となっている。
将校の軍服は黒系と金装飾が基本。兵士は中世的な洋式甲冑風の戦闘服に面頬（マスク）で口元を隠している独特のスタイルである。戦闘服にはカラーバリエーションがあり、一般兵は白色、隊長などのリーダー兵は朱色、将校直属の親衛隊員は黒色。帝国軍独自の兵科として重装甲兵が『3』で登場し、一般兵よりも頑丈な甲冑を全身に纏い、携行可能なガトリング銃と盾を持つ。なお、ガリア軍や連邦軍と異なり、後述のカラミティ・レーヴェンを除いて帝国軍内にダルクス人兵士は存在しない。
ガリア方面軍
帝国準皇太子マクシミリアン大将を総司令官とするガリア方面侵攻部隊。ドライ・シュテルンと呼ばれるマクシミリアン直属の3将軍（ベルホルト・グレゴール少将、ラディ・イェーガー少将、セルベリア・ブレス大佐）が幕僚を務める。4個機甲師団を基幹戦力とする軍団で、第101機甲師団はギルランダイオ要塞に駐留して侵攻軍司令部となり、第14機甲師団は中部方面・第205機甲師団は北部方面・第103機甲師団が南部方面へと侵攻した。表向きのガリア侵攻の理由は豊富なラグナイト資源の獲得だが、マクシミリアンの真意は帝国に復讐するための絶大な力としてランドグリーズに秘匿されている古代ヴァルキュリア兵器を奪取することにあった。
征暦1935年3月15日の宣戦布告と同時にガリア侵攻を開始。初戦でギルランダイオ要塞を占領すると、機甲部隊による電撃戦によってランドグリーズに迫った。ヴァーゼル橋を巡る攻防戦が発生した頃はガリア南部方面にも制圧地域を広げて最大の占領地域を獲得。しかし、ガリア義勇軍第7小隊や422部隊の活躍により徐々に戦況が押し返され、8月5日にファウゼンが陥落してグレゴールが戦死、10月にはギルランダイオ要塞の陥落によりセルベリアは自爆、第7小隊に敗北したイェーガーも戦線離脱で行方不明となった。マクシミリアンは極秘裏に開発していた陸上戦艦マーモットによりランドグリーズを急襲するが、同月10日に生じた第7小隊との決戦に敗れて戦死。25日には停戦協定に応じた。
特別遊撃部隊 カラミティ・レーヴェン
帝国軍ガリア方面侵攻部隊に配属されたダルクス人のみで編成された遊撃隊。ネームレスから「カラミティ」と通称される。
小隊長はダハウ大尉。監視役に任じられているリディア・アグーテ中尉を除くと、隊員は全てダハウが独自に募集して採用したダルクス人。部隊発足の経緯は非公開とされているが、帝国領内にダルクス人独立自治区の建設を画策するダハウが、ユグド教の政治力を利用するためにジェンナーロ・ボルジア枢機卿の私兵として編成された。当初は単に「特別遊撃部隊」と呼ばれたが、リディアが「ダルクス人部隊が『特別』と呼ばれるのは他の帝国部隊が快く思わない」という理由で、黒衣の軍服をカラスに準えて「カラミティ・レーヴェン（災厄の鴉）」と名付けている。兵士の結束が強く練度も優れた部隊だが、ダルクス人迫害の酷い帝国内では扱いが悪く、階級に関わらず兵卒以下の扱いを受けたり、他の帝国軍将校から味方戦力として認められないことも多い。一般帝国兵と異なり、髑髏を模した仮面に、フード付きの黒い戦闘服を纏う。エンブレムは、ユグド教のシンボルマークとカラス。
征歴1935年3月、ボルジアの手駒としてマクシミリアン率いるガリア方面軍に編入される。ガリア義勇軍第7小隊や422部隊とも戦い、特に422部隊とはライバルと言える関係となる。マクシミリアンとボルジアの双方からの任務を受け、時には友軍であるはずの帝国軍部隊を容赦なく全滅させている。マクシミリアンの戦死とボルジアの失脚により後ろ盾を失うと、悲願達成の最後の手段として古代兵器ヴァルキュリアの鉄槌の使用を画策するが、422部隊との最終決戦に敗れた10月15日に文字通り全滅した。
第502重戦車大隊 アオスブルフ
クラウス・ヴォルツ中佐率いる帝国軍の戦車部隊。指揮官が豪放磊落で即断即行な性格であることから独立愚連隊ともされるが、多数の最新鋭主力戦車と重駆逐戦車ヴルカンが配備されている帝国きっての精鋭。クロードからは「黒い部隊」とも呼ばれるE小隊の好敵手。
1935年9月のジークヴァル会戦に投入され、連邦軍機甲レンジャー大隊のE小隊と初めての交戦。その後、ヴォルツがゼクス・オウルの指揮官になりアオスブルフ部隊も合流した。しかし、連邦のキグナス作戦が脅威となると、帝国司令部からの特命でヴァルキュリア人のクライマリアと共に引き抜かれる。大氷洋でE小隊に挑んだ決戦で敗北したが全滅は免れた。
特務試験部隊 ゼクス・オウル（X-0）
帝国科学院の技術開発局局長であるハインリヒ・ベルガー直属の兵器実験部隊。作戦参謀にフォルセ特務大尉、ヴァルキュリアのクライマリア・レヴィン特務大尉、特殊隊員のニコラ・グレフ特務少尉やキアラ・ロジーノ特務少尉などが所属する。ベルガーの要請によりヴォルツが指揮官として着任し、麾下の戦車大隊も戦力として加わった。通常の帝国軍指揮系統と異なり、ベルガーの意向で新兵器・新技術の実験や連邦軍新兵器の奪取などを行う。巨大潜水艦グラーフラオヴァールを移動基地としている。
1935年の秋以降、連邦軍の雪上巡洋艦に関わる技術等を狙って潜水艦で密かにキグナス艦隊を追撃、E小隊とは何度も交戦した。帝都防衛のためにクライマリアとヴォルツが帝国軍司令部の指揮下に戻された後は、ベルガー自らが残る戦力を率いてセンチュリオンの強奪を図る。最後は大型潜水戦車ゼートイフェルで戦いを挑むが最終的に敗北、壊滅した。

### 連邦
大西洋連邦機構軍
大西洋連邦機構が保有する軍隊。通称「連邦軍」。
エディンバラ軍第101師団第1戦闘旅団第32機甲レンジャー大隊
エディンバラ連合王国から派遣されている部隊。
E小隊
第32機甲レンジャー大隊の第2中隊に所属する小隊。普段は『E小隊』もしくは『イージープラトーン』と呼ばれる。
『4』の主人公であるクロード・ウォレス中尉が率いる小隊。クロードの幼馴染みであるラズとカイ・シュレンはそれぞれ分隊長を務める。元々はガリア出身者を中心に編成された志願兵の小隊だったが、クロードの着任後に部隊全員でレンジャー課程に志願し、全員が合格するという快挙を成し遂げる。小隊付きの戦車は隊長の出身地に因み「ハーフェン号」と名付けられた。クセの多い隊員が多くトラブルは絶えないが、実戦での評価は高く、頼りにされている。
F小隊
E小隊と同じく第32機甲レンジャー大隊に所属する小隊。『フォックスプラトーン』とも呼ばれる。
ミネルバ・ウィクトル中尉が率いる小隊。ミネルバの清廉潔白にして騎士道精神を重んじる性格でが隊員にも反映されており、大隊でも最も規律正しい小隊である。E小隊にならい部隊全体でレンジャー課程に志願し合格、レンジャー大隊所属となる。海岸線を行軍中に待ち伏せしていたアオスブルフにより部隊は壊滅させられ、生き残ったミネルバとロナルドは後にE小隊に編入された。
重火器支援中隊
技術少尉であるレイリィ・ミラーが所属している。擲弾砲に扱い優れた者達で構成された火力支援部隊。ノーザンクロス作戦にて連邦の戦車部隊が各戦線で立ち止まった事により連邦軍司令部は急遽派遣する事を決めた。

### その他
ユグド教
「ダルクスの災厄」と呼ばれる世界的危機から人々を救った「ヴァルキュリア」を信仰する宗教。征暦3世紀初頭に誕生したと言われる。同教は14世紀頃に最盛期を迎えていたが、中世末期後には教団内の権力闘争と教皇に替わる政治支配者（国王・皇帝など）の台頭により、民衆に対する求心力が低下していた。しかし、征歴1935年時点の教団最大勢力である枢機卿ジェンナーロ・ボルジアが説くヴァルキュリア救世説が民衆の支持を得て復権の兆しがある。同説では、ダルクス人を征したヴァルキュリア人は人類を救う神であるとして「ヴァルキュリア人にすがり、信じて待ち続ければ必ず救いが訪れるであろう」という分かりやすい教義であり、長引く戦乱で疲れた庶民に広く信奉されている。なお、非主流派としては、ヴァルキュリア人を「神の使い」や「選ばれた民」とする考え方もある。
ユグド教団の本部は帝国内にあるが、ヨーロッパ各国に支部を持っており、各地の古代ヴァルキュリア遺跡の多くを管理している。

## 書物
ガリア戦線記
ガリア戦役後に出版されたイレーヌ・コラー（旧姓：エレット）が出版した従軍記。戦争を終結に導いた義勇軍第3中隊第7小隊の活躍が記録されている。『1』ではこの本を読み進める形で、ストーリーが進行する。
ガリア・トリビュート
ガリア戦役中に発行されている壁新聞。政府の検閲を避けてエレットが個人的に制作しており、政府非公表のニュース（コーデリア姫拉致未遂事件や422部隊の噂）なども報じる。『1』ではランドグリーズの城前大通りに貼り出されているが、『3』ではなぜかネームレスの隊員宿舎で読める。『1』と『3』で共通する記事も多数いが、どちらかでしか読めない記事もある。流行などに関する記事もある。画面上の表記は「Galian Tribune」。
ガリア・タイムズ
ストーリーの進展に応じてガリア中の事件や戦況などが発行される新聞。世界観や情勢を知ることができるが、ガリア・トリビュートと比較すると政府の公式見解をそのまま載せている。『2』と『3』に登場する。画面上の表記は「Gallia Times」。
ロッテ通信
ロッテ・ネッツェルが発行する学級新聞で、『2』のランシール王立士官学校の購買部で購入できる。ロッテ自身は「学校を代表する名物新聞」を自認するが、誤報も多いことからゴシップ新聞と揶揄される。ランシールの休校に伴い、ロッテ通信も休刊した。画面上の表記は「LOTTE NEWS」。なお、ゲーム本編の物語とは異なるが、「戦場のヴァルキュリア DUEL」の公式サイトでは、ゲーム情報を「ロッテ通信 DUEL版」と銘打って提供していた。
博物総覧
ガリア及び周辺国の政治・国情・民族・地理・自然・兵器・事件・伝承・人物など様々な内容を網羅する百科事典。シリーズ全てに登場する。なお、『1』では兵器情報をまとめた「兵器総覧」もある。

## 機械・兵器
ゲーム中に登場する機械・兵器類は、化石燃料ではなく基本的には前述の架空の鉱物資源ラグナイトを動力源としており、加熱したラグナイト機器の放熱用ラジエーターを備えている。
戦車のデザインや性能などは、第二次世界大戦時に実在した戦車に近いものの、史実では第二次世界大戦後に実用化される自動装填装置が既に実用レベルに達しているなど、現実より発達している面もある。一方で、航空技術は未熟で、飛行船が最新鋭兵器とされている。飛行機は研究段階にあって実用化に至っていない。

### ガリア軍

#### 義勇軍
エーデルワイス号
義勇軍第3中隊第7小隊が運用する中戦車。
第一次ヨーロッパ大戦時に、テイマー博士によって設計・製造された戦車。傾斜装甲や自動装填装置を採用し、従来の戦車を超えた機動力など、現代戦車とも渡り合える性能の高さを誇るが、複雑な構造とコストの問題で量産されなかった。乗員は戦車長兼砲手と操縦手兼無線手の2名での運転が可能。ガリア戦役時のガリア軍機甲部隊は軽量駆逐戦車が主体であったため、攻勢仕様の中戦車は珍しい存在である。当時のガリアで中型以上の戦車を運用していたのは後に記録として残された第7小隊と、記録には意図的な理由で残されていない正規軍422部隊のみである。車名は花の名称に由来し、左前方にはイサラが書き込んだ絵がマーキングされている。武装は主砲に44口径88mm砲1門、副武装として12.7mm車載機銃1挺を搭載。主砲は徹甲弾、榴弾、煙幕弾などが発射可能。
ガリア軍の戦車デザインはドイツ戦車のモチーフで統一されており、本車はV号戦車パンターやVI号戦車ティーガーIIなどの要素を取り入れている。ゲームバランスの都合で、ゲームユニットとしては帝国の中戦車と重戦車の中間程度の戦闘力となっており、動きも重量感を出すため低速である。一方、アニメではスペック設定に準じた動きを見せ、挙動と走力で帝国戦車より数段優れていることが顕著に表現されている。また、登坂に関しては現実の戦車では不可能な垂直に近い斜面を駆け上がる描写もある。
試作車であるエーデルワイス号は、ギュンター家の納屋に保管されてイサラにより個人的に維持されていたが、ウェルキンの義勇軍召集により第7小隊の象徴として活躍、最終決戦後に陸上戦艦マーモットに乗り捨てられた。戦後、本機の活躍が認められ36式戦車のコンセプトが制定されている。
シャムロック号
『1』にて第7小隊のザカが搭乗するガリア公国主力戦車。
ガリア主力戦車に独自の改良を施し、エンジン出力を向上させたり任務に応じて兵装を変えられるようにしてある。通常のガリア戦車とは迷彩塗装が若干異なり、ダルクス紋様をモチーフにしたアレンジが施されている。武装は主武装として24口径75mm、連装機銃、火炎放射器などから選択できる。75mm砲は徹甲弾、榴弾を撃てるが煙幕弾には対応していない。副武装は7.92mm機銃1挺。追加装甲として、帝国戦車のドーザーブレードが取り付けられている。
シャムロックはクローバーの別名であり、花言葉は「復讐」。アニメではザカがイサラに代わりエーデルワイス号に搭乗したため登場せず。
イサラ号
『1』のエンディングに登場した飛行機。史上初の動力飛行機で、テイマー博士が残した設計図を元にイサラが基礎設計を行い、彼女の死後、リオンが第7小隊の隊員と共に完成させた複葉機。
リオンの操縦で飛行し、崩壊していくマーモットに取り残されたウェルキンとアリシアを間一髪の所で救出する。

#### 正規軍
ガリア主力戦車
ガリア正規軍が運用している小型の主力戦車で、シャムロック号のベースとなった軽戦車。ミッション中では単に「ガリア戦車」と表示され、『3』では軽戦車B型とも呼称される。デザインモチーフはII号戦車。
第一次大戦で帝国軍が投入してきた戦車に対抗するため、開戦直後からテイマー博士を中心とする技術者たちによって開発された。ガリアの風土や地勢に合わせた小型かつ高機動の戦車で、帝国軍中戦車に比べると、火力はほぼ同等、機動力で勝り、装甲防御力では劣る。
第一次大戦後にテイマー博士は攻勢を考慮した新戦車開発の必要性を説いていたが、第一次大戦でこの戦車が活躍したために軍上層部は新型戦車の開発を見送った。しかし、第二次大戦のガリア戦役では、高火力と重装甲を兼ね備えた帝国戦車部隊にガリア軍機甲部隊は対抗できず、ガリア戦役終結後は、新しく開発された36式戦車に主力戦車の座を譲った。
『1』では第7小隊以外のガリア軍戦車として登場。DLC「撃て、セルベリアと共に」ではダモンが乗車して参戦するミッションがある。『3』でもガリア正規軍の戦車として登場するほか、戦車カスタマイズで軽戦車B型と徹甲機銃1型の組み合わせでネームレス戦車としても使用できる。ガリア戦役から2年後を舞台とする『2』では、既に旧式化した戦車とされるが、視察に訪れたコーデリアの護衛車として登場する場面がある。
ナーシサス
『3』に登場するオドレイ専用の軽戦車。車名はユリを意味する。
ガリア軍主力戦車のバリエーションである軽戦車C型をベースにした戦車で、原型よりもやや重量が増えているにもかかわらず最高速度は向上した。水色を基調に黄色のアクセントが入ったオドレイ専用カラーで、砲塔側面には「鋼馬の戦乙女」と呼ばれるマーキングがある。砲身には、オドレイが撃破した敵戦車数32輌も書き込まれている。
ストーリーの一部のミッションでプレイヤーが操作可能。本編クリア後に、ナーシサスの車体の購入も可能になる。
ガリア軍装甲車
『2』以降の作品では、戦車の他に装輪装甲車として、4輪車輌の軽装甲車、軽装甲車のサスペンションなどを強化した護送用装甲車、6輪車輌の中装甲車・多目的装甲車、6輪ボンネットトラック型の工作用装甲車、8輪車輌の重装甲車が登場する。いずれも戦車砲は装備できないが、機関銃砲塔や火炎放射器砲塔などを搭載できる。
正規軍やランシール王立士官学校が運用しており、『2』ではG組戦車・『4』ではネームレス戦車のバリエーションとしてプレイヤーが使用できる。
硫化ラグナイトガス
『1』のDLC「撃て、セルベリアと共に」に登場するラグナイトより精製された毒ガス（化学兵器）。外気より取り込むと身体が痺れ、思うように動けなくなる。解毒剤を打つことで毒を中和し改善できる。毒ガスや細菌兵器の空中散布は陸戦条約で禁止されているが、ギルランダイオ要塞で秘匿されていたものを、ゲオルク・ダモン将軍が帝国軍に対して使用した。

#### ネームレス
ネームレス戦車
『3』に登場する422部隊で運用される戦車。
第一次ヨーロッパ大戦で軽量戦車による機動力および防戦を主体とした戦術にこだわっているガリア軍としては珍しく、中量級以上の車体なども提供されている。
ゲームの仕様上、プレイヤーは軽量・中量・重量級戦車と各種装甲車で計12種類の車体から自由に選択できるが、中戦車C型に強化標準砲塔を装備したタイプがネームレス戦車と呼ばれている。
正規軍の中戦車（A・B型）に比べて小さい砲塔が被弾面積を低減し、エーデルワイス号に似て全体が丸みを帯びているのため避弾経始に優れるなど、高い防御力を誇る。塗装は濃淡グレーのロービジ（低視認性）迷彩。また、搭載兵装はライフリングの入った戦車砲と主砲同軸機銃。
なお、通常の部隊と異なり移動式活動拠点をベースキャンプとして各地を転戦する422部隊は、専用の戦車トランスポーターでネームレス戦車を運搬する。

#### ランシール王立士官学校
36式戦車（G組戦車）
ガリア公国に征暦1937年時点で配備されている最新型の戦車で、G組が運用する装甲車両。
軽戦車による機動力および防戦を主体とした戦術をとっていたガリア軍は、第二次大戦のガリア戦役緒戦で帝国戦車に歯が立たずに大敗を喫したため、新型戦車の開発が急務となった。戦争末期には新戦車のプロトタイプが投入されており、このプロトタイプやガリア戦役で活躍した中戦車のエーデルワイス号のデータを元に次期新型戦車として「36式戦車」の開発計画が進められた。
同計画では、重量別に軽・中・重戦車が設計され、全種が自動装填装置の標準装備による少人数運用となり、中・重戦車には傾斜装甲も採用された。前述のプロトタイプとしてネームレスに配備されていた軽戦車A型試作型を経て、制式化されたのが軽戦車A型とその性能向上タイプの軽戦車B型、エーデルワイス号に近い形状の中型戦車に発展させた中戦車A型とその派生型で足回りを改良した中戦車B型、さらにケーニヒヴォルフを念頭に重戦車にまで発展させた重戦車A型とその改良型の重戦車B型までファミリー化した36式戦車が製造された。ただし、重戦車は製造コストがネックとなり量産化が遅れている。
ゲームの仕様上、プレイヤーは軽・中・重量級戦車に各種装甲車で計10種類の車体から自由に選択できるが、メインビジュアル等では軽戦車B型の車体に徹甲機銃1型を搭載したタイプがG組戦車とされている。

#### 海軍
ガリア軍軍艦
海に面したガリア公国の海洋防衛を担う軍艦。
建造は征歴1929年。巡洋艦としては標準的なサイズとされているが、通商破壊に対処するために速力に優れる一方で、艦砲の大口径化が遅れているため、周辺諸国の主力艦に比して火力で劣る。動力機関がラグナイト機関であるため、現実の軍艦で煙突に相当する部分は放熱板となっている。
『2』のストーリー終盤、G組のアバンから報せを受け取ったコーデリア大公自らが乗艦・指揮する艦隊がアントホルト沖に派遣され、G組小隊を救助した。

### 帝国軍
帝国戦車
『1』『3』『4』に登場する小型の戦車。
武装は上部左寄りに配置された旋回式砲塔に45mm戦車砲1門と7.62mm機銃1挺、車体前部右側の砲郭に85mm榴弾砲1門を備える。車体前面にはドーザーブレードも装備。第一次ヨーロッパ大戦後に開発され、戦車の運用が機動戦に移り変わる時期に画期的な役割を果たしており、第二次ヨーロッパ大戦でも多数が投入された。
いわゆる多砲塔戦車で、その兵装の配置構成は現実のアメリカ軍M3中戦車と似ているが、帝国側の戦車は旧ソ連製戦車デザインがイメージされており、本車のモチーフはBT戦車。
アニメ版では、ファウゼン攻略戦においてイサラが陽動のために強奪して操縦している。
『3』ではデザインの簡略化により、榴弾砲の砲郭が省略されて旋回式砲塔が榴弾砲を兼ねる。
帝国中戦車
『1』『3』『4』に登場する帝国軍の中戦車。祖国を意味する「ファーターランド」という愛称がある。
火力・装甲・機動力のバランスが取れた車輌で、生産コストと汎用性にも優れることから派生型も多く、1935年時点の生産数は1万2000輌以上と言われる。帝国戦車を踏襲した多砲塔レイアウトで、武装は車体上部の砲塔に76.2mm戦車砲1門、車体前部の2つある砲郭のうち、正面左側に85mm榴弾砲1門、砲塔後部に後ろ向きに設置された9mm機銃1挺。この機銃により背後からラジエーターを狙う対戦車兵などを攻撃できる。ただし、正面方向を迎撃できる機銃はない。砲塔に戦車砲ではなく火炎放射器が装備された型もある。帝国戦車同様のドーザーブレードに加えて、足回りを保護する防護スカートが車体両側面に装備される。なお、車体はリベット止め・砲塔は鋳造成型で作られている。
『3』ではデザインの簡略化により、車体前部の2つの砲郭と砲塔後部の機銃が省略、榴弾砲と機銃は全て旋回式砲塔が兼ねる。派生型として戦車砲の代わりに火炎放射器を搭載したF型が登場する。
帝国重戦車
『1』『3』『4』に登場する大型の重戦車。帝国戦車・中戦車の延長線上にある戦車とされている。
武装は砲塔に76.2mm戦車砲1門と7.62mm機銃2挺、車体前部右側に固定された122mm榴弾砲1門。従来型より長砲身化された戦車砲と、より大口径の榴弾砲により正面火力が大きく向上している。反面、122mm砲は固定砲であり照準をつけるには車体を目標へ向けなければならない。砲塔後部には小型の弾薬庫とクレーンが設置されている。大型共通シャーシが採用されたことで生産コストも抑制されている。
『3』ではデザインの簡略化により、車体前部の122mm砲と機銃が厚い装甲板で覆われて武装は旋回砲塔でひと纏めとなり、砲塔後部の弾薬庫なども省略されている。
帝国駆逐戦車
重戦車の駆動形式を流用した車体前部に戦闘室を設け、そこに大口径戦車砲を持つ駆逐戦車。当初は自走砲として開発されていた。
帝国軍の戦闘車両としては最大級の口径を誇る85mm対戦車砲は、高射砲を改修したもので高い貫通力を誇る。対戦車火力支援として、戦車部隊のみならず歩兵科にも配備されている。
登場は『1』のみで、砲塔旋回がないためゲーム中の攻撃・迎撃範囲は幅が狭いが、火力は中戦車を上回る。全体としてドイツ軍駆逐戦車ヤークトパンター風の形状だが、旧ソ連軍の自走砲SU-100やSU-122なども参考にデザインされた。
カーメル
帝国重戦車を局地戦用に改造した特殊車輌。
砲塔に火炎放射器、車体後部上面に燃焼弾発射装置を搭載する対歩兵用戦車することが出来る特殊な大型戦車。燃焼弾は対歩兵近接防御用の榴弾で、垂直に近い角度で撃ち出された弾頭が炸裂した範囲は激しく炎上する。この炎に触れた歩兵は致命傷を負うが、戦車にはあまりダメージが無い。当初からナジアルへの投入が決定されていたため、駆動系の強化・出力向上が施されている。
『1』のナジアル会戦のミッションのみ登場。
ヴォルフ／ケーニヒヴォルフ
最新鋭重戦車をラディ・イェーガー将軍の専用車として改良した戦車。
多砲塔戦車だった従来の帝国重戦車と異なり、現実の戦後主力戦車に近い外観となっている。足回りこそ帝国重戦車の流れを汲む標準的な構造に留まっているが、主砲は開発時点で帝国最大の122mm砲であり、攻撃的な設計となっている。エーデルワイス号と同じく傾斜装甲を採用しているため防御力も高い。長砲身の先端には鳥の羽の様な意匠が付いている。
ヴォルフに増加装甲を取り付けたのがケーニヒヴォルフで、ヴォルフ後期型とも呼ばれる。分厚い増加装甲は、車体・砲塔のほぼ全周に渡って取り付けてあり、戦車最大の弱点であるラジエーター部も覆い隠している。この方法では防御力が大きく高まる反面、排熱処理の問題でオーバーヒートの危険が高まるため稼働範囲・時間が制約される。しかし、市街地での陣地防衛戦であれば自軍拠点から補給や修理の支援が受けられることを前提にイェーガーが改造を指示した。
ヴォルフは『1』と『3』に、ケーニヒヴォルフは『1』のみに登場。クローデンの森で義勇軍第7小隊と、ギルランダイオ要塞付近で422部隊と交戦し、ケーニヒヴォルフへ改造されてヴァーゼル橋付近での戦いで大破した。
ゲルビル
『1』にて、帝国軍ガリア方面軍総司令官のマクシミリアンが座乗する巨大戦車（超重戦車）。名称は齧歯類に由来する。
要塞・城塞攻略を目的として帝国内で試作・開発されていた車輛に、マクシミリアンの指示で車体強化と大口径のラグナイト砲の搭載の改装が行われたもの。艦砲を流用した主砲と戦車砲でもダメージを受けない重装甲を持つが、ラグナイト砲使用後に強制冷却のために開放されるラジエーター部が弱点となっている。なお、冷却の都合で主砲は連射できないとされるが、アニメではバリアス砂漠で連射されていた（冷却の描写もなし）。
征歴1935年3月の開戦直後にガリア軍が守るギルランダイオ要塞をあっさり陥落せしめたが、7月にバリアス砂漠の戦いで義勇軍第7小隊に破壊された。ただし、アニメでは10月のナジアル平原の会戦に登場している。また、『3』では同型車エヒドナが登場している。
装甲列車エーゼル
280mm榴弾砲を中心にカノン砲や機関砲で武装し、ゲルビル以上の重装甲を誇る武装装甲列車。ヨーロッパ広軌に対応した装甲ラグナイト機関車が牽引車となり、列車砲車輌と装甲車輌で編成される。最後尾の装甲車輌には司令官室も設けられており、グレゴール自ら乗車している。また、設計・開発にもグレゴールが携わったとされる。その他に支援車輌もあると思われる。
ガリア北方の鉱山都市ファウゼンに持ち込まれ、高架橋の高所から重砲火を浴びせてガリア軍を寄せ付けなかった。征暦1935年8月5日、ガリア義勇軍第7小隊とダルクス人労働者の破壊工作で橋桁が爆破されたため、橋の崩落と共に川へ落下して失われた。
装甲列車エーゼルの名でゲームで登場するのは『1』のみだが、同様の装甲列車は『4』でも登場する。アニメ版では線路に仕掛けられた爆弾によって直接破壊されている。
陸上戦艦マーモット
マクシミリアンがランドグリーズ城の「ヴァルキュリアの聖槍」を使用するために極秘建造した超巨大戦車。
帝国の陸海軍が共同開発した「陸上戦艦」で、艦首には大口径砲が合計4門、船腹には多数の機関砲と戦車砲を装備する。最大の武器は後部甲板に備え付けられた古代超兵器「ヴァルキュリアの聖槍」で、後向きに聖槍が接続されているため発射時は艦尾部分を目標に向ける必要がある。マーモットは、古代ヴァルキュリア人が聖槍を設置していたとされる箱船を模して開発されたと推測されている。さらに、甲板には人造ヴァルキュリアに動力を供給するタワーが7基設置されており、人造ヴァルキュリア実験場となる。4基のエンジンによるキャタピラ駆動と予備推力の双発ホバープロペラという推進力を持ち、艦内に多数の兵士や戦車を収容する揚陸艦としての役割も果たす。ガリア軍の仕掛けた地雷原や戦車隊の砲撃も易々と凌ぐなど、防御力も極めて高い。
『1』でマクシミリアンの切り札として極秘裏に建造され、ガリア戦役末期の征暦1935年10月にガリア南部のクローデンの森から出現。ランドグリーズ城の聖槍を奪取し、首都郊外で第7小隊との最終決戦の舞台となった。
帝国装甲車
『3』で初登場した戦闘車輛。ガリア軍の装甲車は装輪装甲車だが、こちらは装軌装甲車となっている。車体上部には機銃が設置されている（砲塔無し）。
自走砲
OVA「戦場のヴァルキュリア3 -誰がための銃瘡-」で登場した自走砲。DVDに同梱されている戦場解説書（ブックレット）では、前編版では重自走榴弾砲と表記されているが、後編版で臼砲と書かれている。なお、OVAに連動するエクストラエピソード「イサラ、走る！」の会話では巨大な砲門などと表現されている。
征歴1935年8月のディルスバーグ橋頭堡攻防戦で422部隊並びに第7小隊と交戦している。橋頭堡には複数台の自走砲が配備されており、効果的な長距離砲撃に必要な着弾観測を行うために、橋頭堡内の観測塔や隣接するリンデル山に観測所が設けられていた。司令官ミュンヒハウゼンの指揮により、奇襲攻撃を仕掛けたガリア軍を危機的な状況に追い込んだが、最終的には422部隊と第7小隊の奮戦で全て破壊された。なお、ブックレット資料では、帝国軍の初期の攻勢でも用いられたことに言及されている。
外観、大きさ、発射前に車高を下げて安定性を高める動作など、カール自走臼砲に似たデザイン・演出がなされている。なお、帝国軍自走砲にはミュンヒハウゼンが「娘たち」と呼ぶ固有の愛称（ウッド、グリュン、イース）がつけられているが、カール自走臼砲にも各砲に固有の名称がつけられている。

#### カラミティ・レーヴェン
帝国中戦車（カラミティ・レーヴェン）
『3』に登場するカラミティ・レーヴェン所属の帝国中戦車B型。
カラミティ・レーヴェンの兵士たちと同じく黒を基調とした塗装が施されている。性能面では、ボルジアの豊富な資金により、エンジン出力が強化されて最高速度がアップしている。
設定上は帝国中戦車と同型の戦車だが、『3』に登場する他の戦車と同様に一部のデザインが簡略化されてゲームに登場する。なお、カラミティ・レーヴェンは本車以外にも軽戦車・重戦車・装甲車などの車輌ユニットを使っている。
シャカール／フックス
カラミティ・レーヴェンのリディアとグスルグが搭乗する同型の高機動型戦車。リディアがシャカールに、グスルグがフックスに搭乗。名前はそれぞれジャッカルとキツネ。
帝国重戦車の派生型として征歴1935年春から量産が開始され、連邦軍との戦線には200輌余りが投入された。ガリア戦線で運用されたのは数輌程度だが、火力と機動力を兼ね備えた本車を気に入ったリディアがコネで手配したもの。駆動系は重戦車の流用だが、主砲は本車独自のもので、同軸副砲と戦車機銃を併せて火力に優れる。その車輛デザインは、ドイツ軍風味の足回りを除けばソ連軍KV-1重戦車に似たものとなっている。
1935年9月下旬のナジアルで422部隊と交戦。10月10日のランドグリーズ近郊での戦いでシャカールは失われた。敵戦車として登場するミッションでは、リディアのパーソナルカラーとして白地に金色の模様を入れた塗装がされている。DLC「断章 もうひとつのボルジア護衛作戦」で自軍ユニットとして登場する時は、黒地にピンクの模様となっている。このピンクは旧ドイツ軍の機甲科の兵科色であり、ゲーム開発者は「そこに気づいてくれる人がいるとおもしろいかと思って取り入れた」と述べている。
エヒドナ
ゲルビル級試作戦車2号車として『3』で登場し、試験的にカラミティ・レーヴェンに配備された。名前はハリネズミを意味する。
都市制圧用にロケット砲を配備するなど攻勢に特化した反面、ゲルビルより重量が増大したために機動力が悪化した。ロケット砲は1門につき1発の撃ちきりで、発射後はクレーンを使って供弾・再装填が必要。
征暦1935年5月下旬、アントホルト市侵攻のための試運転でネームレスの抵抗に遭い撤退する。9月下旬のナジアル会戦でリエラ討伐のために投入されるもラジエーターを破壊されて撤退。10月10日には動力炉を臨界状態にしてランドグリーズを爆破しようするが、駆けつけたネームレスによって阻止された。
『1』に登場するゲルビルは「車輌ユニット」として敵フェイズに移動していたが、『3』のエヒドナはゲームの仕様により専用マップでの「地形」として扱われているため移動しない。
ヴァルキュリアの鉄槌
帝国領にあるヴァルキュリア遺跡に秘められている巨大弾道兵器。バリアス砂漠のヴァルキュリア神殿に似た意匠が見られるなど外観は古代ヴァルキュリア神殿そのものだが、その中心部は現実世界における弾道ミサイルに相当する大量破壊兵器があり、その有効射程はヨーロッパ全土、その破壊力は一瞬にして都市を廃墟に化す。
元々は発射と軌道制御をヴァルキュリアの力を用いて行うヴァルキュリアの聖槍の系統だったが、非ヴァルキュリア人が運用できるようするために、発射台と弾道兵器本体の推進機構を現代技術で改修。弾道兵器は地下の格納庫に12発備蓄されている。また、遺跡の一部を壊して防衛施設が建造されており、遺跡自体が軍事施設へと変貌している。
征暦1935年10月、ユグド教団内で失脚したボルジアが暗殺され、彼の切り札であったヴァルキュリアの鉄槌はダハウの手に渡る。ダハウは、ダルクス人独立自治区を認めさせるためにヴァルキュリアの鉄槌の力を使おうとするが、同月15日にネームレスによりその計画は阻止された。ネームレスが遺跡を制圧した時点で既に1発が自動発射態勢に入っていたが、ネームレス全員が協力して直上に打ち上がるように軌道修正し、発射された弾頭をヴァルキュリアのリエラが上空で破壊。遺跡は「原因不明の爆発」により消失したとされる。

#### アオスブルフ
ヴルカン／ヴルカンヘルツォーク
戦車部隊アオスブルフの指揮官、クラウス・ヴォルツ中佐が乗る最新型の重駆逐戦車。50トンを越える重量を持ちながら、駆動装置に最新のラグナイト機関を組み込み無段階変速を可能にする事で高い機動性を併せ持つ。
ノーザンクロス作戦ではクロード率いるE小隊を執拗に追い回すがキグナス艦隊の砲撃支援により大破した。
ゼクス・オウルに合流後はヴァルキュリア支援型のヴルカンヘルツォークに強化改修された。
クライマリアのヴァルキュリア覚醒時の攻撃は、高出力でありながら、強力すぎるがゆえに自分でその発射方向を定める事が出来ず、広範囲に大量に降り注ぐだけだった。しかし、戦車の砲身が開いたアンテナで光線を受け止めて吸収、それらを滞留させ、一気に巨大な収束光線として発射できる。その火力は凄まじく、一撃で氷山を蒸発させるほどの破壊力を持つ。
帝国軍司令部から呼び戻されたクラウスとクライマリアはセンチュリオンを破壊に挑むがE小隊に敗退、大破するがクラウスは生存した。応急修理で帝都へ向かいそこで停戦を迎えるがセンチュリオンを奪いに来たベルガーを止める為にクロード達に貸し与えた。

帝国主力戦車
第二次ヨーロッパ大戦にあたり、帝国が次期主力戦車として開発した最新型の中戦車。リベットから電気溶接による製法となり、格段に防御力が向上した。
その最大の特徴とも言えるのは避弾経始に優れた傾斜装甲で、装甲を斜めにする事で衝撃を分散し、かつ装甲の厚み以上の防御力を実現させている。その防御力から堅い殻を持つ甲虫「ケーファー」の通称が付けられた。
アオスブルフ部隊の新型主力戦車として実戦配備をした。
帝国決戦戦車
帝国史上最高の機動力と火力を誇る重戦車。重装甲化により機動性が悪化した前のモデルの反省から、装甲厚と火力の増強と45トン以内の重量が収まると言う制約のもと開発が進められる。
まだ試作段階で、帝都周辺の中央軍に試験的に運用が始まっているのみ。
砲は強力だが砲身は長く、発射時以外はその砲は後ろに向けている。仮に前にしたまま走行するとフロントヘビーのため重さで前につんのめり、移動を阻害してしまう。帝都防御の最終兵器であり、兵士達からは「ゲパルド」と呼ばれている。
センチュリオンが帝都に突入した際に実戦配備をした。

#### ゼクス・オウル
ゼートイフェル
ゼクス・オウルの巨大潜水艦グラーフラオヴァールに搭載された、大型潜水戦車。「アンコウ」の異名を持つ。帝国科学院のハインリヒ・ベルガーが乗る。
決戦兵器としてだけでなく、ヴァルキュリア爆弾の起爆時にその爆風に耐えながら実験計測が出来るように強力な対爆装甲を備えている。
短時間ながら潜航も可能でセンチュリオン奪取時には、巨大潜水艦グラーフラオヴァールにE小隊が気を取られてる間にベルガーはこれを使って水中から死角に移動し、センチュリオン艦内に潜入に成功した。しかし、最終決戦でE小隊との戦いを繰り広げた末に敗北、大破した。
グラーフラオヴァール
ゼクス・オウルの巨大潜水艦であり、本拠地でもある。
帝国科学院が開発した巨大潜水艦。大量破壊兵器の出現を予見したベルガーがその運用の為と主張し開発した。氷の上を進む連邦の雪上巡洋艦に対し氷の下を進むのがこの巨大潜水艦である。
ゼクス・オウルの移動基地としての役割を持ち、大氷洋の島々にある地下潜水艦基地を使用したり、氷床の切れ目から艦橋のみを氷上に突き出すことで浮上せずに人員や車両を上陸させることが可能である。
これを使い、ゼクス・オウルはキグナス艦隊を追撃した。最終決戦では拘束アンカーでセンチュリオンを奪取するが機関を再始動し、力比べを展開し、E小隊は拘束アンカーを破壊に成功するがそれはベルガーの目を欺く囮として利用された。

### 連邦軍
ハーフェン号
E小隊が運用する中型戦車。車長はクロード自身が務める。「ハーフェン」の名前はクロードの故郷の村に由来する。ビンランド合衆国製で、帝国側の戦車と比べて、機動力と火力では優れるが防御力では劣る。通称「ミニット」シリーズの派生型の一つである。
キャクタス号
E小隊が運用する装甲車。車長はダン自身が務める。二次大戦では主にエディンバラ連合王国やヴァロワ共和国で使用されていた。路外走行に優れた半装軌車。
半装軌車とは前輪に車輪、後輪に履帯を持つ車両を指す。戦車に追随し、牽引車・装甲兵員輸送車・偵察車・無線指揮車などとしては幅広く使用された。
グローリー号
F小隊が運用する中型戦車。車長はロナルド自身が務める。「栄光」を意味する。一次大戦時には傑作戦車とうたわれた。ガリア公国製の戦車。ガリアをはじめ、未だ周辺各国で使用されている。
連邦中戦車
ガリア・連邦の両国で普及している量産型の戦車。通称「ミニット」と呼ばれ、第二次ヨーロッパ大戦で大量に生産された。大戦開始時に配備された最新型で、特にその生産性の良さが特徴だった。ビンランド独立戦争時に「召集されると1分で駆けつける民兵」という意味で「ミニットマン」という言葉が使われた。各戦線で広く運用され、召集すると多くの台数がすぐ集まることから由来されている。また、大量生産される観点から「1分に1台生産できるからミニット」という意味も込めて通称がつけられた。
装甲車
大西洋連邦機構の大使が使用した装甲車。防御力はさほど高くなく、武装は後方を守る機銃のみ。『1』で登場する。
雪上巡洋艦センチュリオン
『4』においてE小隊らの母艦となる陸上艦。230m以上の艦体を誇り、1番艦キャバリエ・2番艦センチュリオン・3番艦コメットの3隻が建造されている。センチュリオンの名称は、現実のイギリス製戦車センチュリオンに由来する（巡航戦車と巡洋艦をかけたネーミング）。
エディンバラ海軍がビンランド合衆国から技術提供を受け、極秘裏に開発した決戦用巡洋艦。
大氷洋の分厚い氷山を艦首に搭載された巨大な衝角で砕き、横たわるクレバスを長大な艦体で跨いで航行する。氷原を進む様はあたかも氷上を走る戦車のように見える。甲板部がスライドし桟橋とする事ができ、高所や対岸などへの歩兵や車両の出撃を支援できる。
3番艦コメットはゼクス・オウルの奇襲を受け包囲され、最後はクライマリアの攻撃を受け、大破、撃沈した。1番艦キャバリエはゼクス・オウルの強襲を受け制圧したが最後はA2爆弾を機動させ自爆した。2番艦センチュリオンは帝都シュバルツグラードに到達した。最後はゼクス・オウルの戦いでボロボロになり、帝都港湾で沈没した。

### ガリア革命軍（反乱軍）
革命軍戦車（36式戦車）
ガリア革命軍が運用する戦車。反乱軍戦車とも呼ばれる。
ガリア南部に配備されていた正規軍機甲部隊と兵器工廠を接収したため、G組と同じ36式戦車が使われている。バリエーションとしては、軽戦車B型・軽戦車B型エリア榴弾砲搭載型・中戦車A型・中戦車B型・重戦車B型がある。カラーリングは、茶系の2色迷彩にガッセナール家の獅子の紋章をエンブレムとしているが、ガッセナール伯爵を含めて貴族が中心となった革命軍では、騎士道精神の影響で示威を目的とした独特のカラーバリエーションも確認できる。
革命軍装甲車
ガリア革命軍が運用する装甲車両。反乱軍装甲車とも呼ばれる。
36式戦車と同様にガリア軍部隊と同じ装甲車を使っている。登場するのは軽装甲車と重装甲車の2種類で、通常仕様の中装甲車は所有していない。武装として、機関砲塔または火炎放射砲塔を搭載している。
人造ヴァルキュリア装甲（V0・V2）
マクシミリアン指揮下の「ヴァルハラ計画」で開発されたヴァルキュリアの力を再現した身体強化装置を実用化したもの。装着者の脳にラグナイトの刺激を与えることで肉体へのリミットを解除させ、擬似的にヴァルキュリア人のような戦闘能力を持たせたとされる。その反面、装着者の脳や肉体に通常の数倍という過度な負担を強いるため、長時間の使用により骨や筋肉の損傷・多臓器不全・記憶能力や判断能力の減退・精神の破壊などの深刻な悪影響を及ぼす非人道的な欠陥がある。
ガリア戦役後、ガリア国内で極秘裏に結成された「アスガルト委員会」がその研究を引き継ぎ、革命軍の特殊部隊装備として量産にこぎつけた。革命軍の人造ヴァルキュリア装甲には「V0」と「V2」と呼ばれる2つのタイプがある。V0はオリジナルの試作タイプで、特殊部隊指揮官ディルク・ガッセナール准将が装着している。ゲーム中には登場しない量産試作型（または先行実験量産型）の「V1」を経て、量産タイプV2として完成した。V2を装着した特殊部隊兵士は多量のラグナイトエネルギーを必要とするため、専用のエネルギー供給車と共に戦場に投入される。
エネルギー供給車
人造ヴァルキュリア（V2）部隊に必ず同行する特殊車両。
中装甲車を改造し、V2用高出力ラグナイトジェネレーターを搭載している。車体後部上面にはタワー型のエネルギー供給装置が2本設置され、一台で複数人のV2にエネルギーを供給できる。ベース機の中装甲車と同様に、車体上部に機銃砲塔を装備している。
ゲイレルル
『2』に登場する革命軍機甲部隊の指揮官オドレイ・ガッセナール少将の専用戦車。
36式戦車の中戦車A型をベースに5連装ロケットランチャーを搭載しているのが特徴。炸薬量が6.5kgにも及ぶロケット弾は、精密さには欠けるがエリア制圧能力に威力を発揮する。赤を基調にしながら黄色がアクセントに入ったカラーリングになっており、他の革命軍車輌と異なりガッセナール家の獅子と盾のエンブレムが表記されていることから、ガッセナール家の戦車として扱われている模様。本編クリア後には、強化色として黒を基調に赤色をアクセントにしたバリエーションカラーもある。
敬虔なユグド教信者であるオドレイは、パイプオルガンを思わせるロケット砲の威容、ロケット弾発射時の独特の音、撃たれたロケット弾が天から降り注ぐ様子が「神の怒り」を思わせるなどの理由で同車を気に入ったとされる。なお、ゲイレルルとは、現実の北欧神話に登場するワルキューレ（ヴァルキュリア）のひとりの名前である。
征暦1937年11月30日、アントホルトにおけるG組小隊との交戦において、爆破された水道橋から流出した水に巻き込まれて破壊された。
空中戦艦ペールコンス
大西洋連邦で建造された戦闘用硬式飛行船で、タウンゼントからギルベルトに譲渡された。
航空機が実用途上にある征歴1937年時点では飛行船は貴重な航空戦力であり、前部下面に8門の爆弾投下口があり航空からの爆撃能力がある。搭載可能な爆弾は200kg爆弾で最大40発。艦首部分には衝角（ラム）があり、建造物や敵飛行船への体当たり攻撃を敢行する能力もある。さらに、人造ヴァルキュリア部隊降下装置とエネルギー供給装置を設置することで、空挺母艦としての役割を果たす。浮遊ガスには連邦から供与されるヘリウムガスが使用されており、載荷重量は55.5tを誇る。
『2』の中盤に登場。1937年8月11日にランシール士官学校を急襲、世界初の空挺部隊作戦を成功させた。戦闘後、革命軍はランシールを占領せずに飛行船で撤退しているが、戦況が悪化した12月にタウンゼントが「ランシールの戦闘で破損し使い物になりません」と述べている。
戦艦ダンダリアス
大西洋連邦で建造されてガッセナール伯爵家に譲渡されていた戦艦。博物総覧では「反乱勃発後は反乱軍の軍艦として使用された」とあるので、ガリア革命軍蜂起より前に秘密裏に改修・譲渡されたと思われる。
ガリア内戦時では既に一世代前の戦艦であるが、改修された機関部と武装は新鋭艦に劣らない。艦の規模や艦砲口径は現実世界における超弩級戦艦に相当するが、衝角を持った艦容や兵装のレイアウトなど前弩級戦艦以前の軍艦の特徴も残る。バルドレンの希望で艦首に非旋回型の60cm単装榴砲を装備しており、これは艦の威容を誇ることが目的だったとされ、ヴァルキュリアの象徴として聖槍に見立てた装飾の可能性が高い。この艦首砲は連邦の列車砲を転用したと思われ、発砲の実績はないものの臼砲艦に類似する。41cm連装砲には砲身冷却装置があり、これがないと射撃ができない。側面に備える大型プロペラは煙幕拡散装置で、弱点となる喫水線などを覆い隠す発煙弾発射機のような役割を果たす。また、煙突の様に見える部分は大型の放熱板である。
『2』の最終決戦の舞台。1937年12月21日、ガリア革命軍総統バルドレンと連邦大使タウンゼントがアントホルト港から本艦で連邦へ脱出しようとするが、G組小隊とガリア海軍艦により阻止され、人造ヴァルキュリアのエネルギー供給装置暴発が致命傷となって轟沈した。

### その他
亡霊戦車
槍のような砲塔を持った重戦車。『2』の本編クリア後に一定の条件を満たすと出現する。陸上戦艦マーモットの運用コンセプトを一般戦車レベルの作戦遂行スケールで取り入れたものである。神出鬼没で任務中に遭遇した部隊の大半は全滅していることが多い。